# Luce Samoisette
Luce Samoisette, née en 1960, a été la rectrice de l’Université de Sherbrooke au Québec du 1er juin 2009 à 2017.

## Biographie
Originaire de Saint-Jean-sur-Richelieu au Québec, elle arrive à Sherbrooke en 1978. Après ses études collégiales, elle entre à l’Université de Sherbrooke, où elle obtient son baccalauréat en droit en 1981, son diplôme de droit notarial en 1982, puis une maîtrise en fiscalité en 1985. Titulaire d'une bourse d'excellence de la Chambre des notaires du Québec, elle poursuit sa formation à l'Université de Toronto jusqu'à l'obtention, en 1993, d'une maîtrise en droit.
Professeure de droit fiscal à la Faculté de droit de l'Université de Sherbrooke dès 1993, Luce Samoisette met sur pied deux cours traitant du financement et de la fiscalité des corporations selon la méthode de l'apprentissage par problèmes. Rapidement invitée à s'engager dans la gestion facultaire, elle devient vice-doyenne à l'enseignement en 1996. Son engagement évolue ensuite vers la gestion universitaire. Ainsi, dès 1998, le recteur Pierre Reid la recrute à titre de secrétaire générale de l'Université. Puis en 2001, à l'invitation du recteur Bruno-Marie Béchard Marinier, elle devient la première rectrice adjointe et vice-rectrice à l'administration de l'Université, et ce, jusqu'à son départ en 2007. Elle réintègre alors le corps professoral à titre de professeure à la Faculté d'administration au Département de sciences comptables et de fiscalité. En décembre 2008, elle pose sa candidature au poste de rectrice. Élue première rectrice de l'Université de Sherbrooke le 19 mars 2009, pour un mandat de cinq ans, elle entre en fonction le 1er juin 2009.
Durant la dernière session de son mandat au rectorat en hiver 2017, les professeures et les professeurs font la grève[pourquoi ?].

## Travaux
Spécialiste en droit fiscal, Luce Samoisette contribue à l'avancement des connaissances dans ce domaine. Au cours de sa carrière, elle publie de nombreux ouvrages liés à l'impôt des particuliers, à la planification fiscale des familles et des entreprises familiales ainsi qu'à la planification testamentaire et aux fiducies. Elle est également l'autrice d'un manuel de fiscalité destiné aux juristes et aux étudiants.

## Récompenses
- Docteur honoris causa de l'Institut national des sciences appliquées (INSA) de Lyon en 2010[3].

- Médaille d’honneur de la Chambre des notaires du Québec en 2010, en reconnaissance de son engagement exceptionnel[4].

- Docteur honoris causa de l'université Montpellier-I en 2011.